# Associazione Calcio Cesena 1980-1981
Questa pagina raccoglie le informazioni riguardanti l'Associazione Calcio Cesena nelle competizioni ufficiali della stagione 1980-1981.

## Stagione
Ritorna in Serie A il Cesena dopo quattro stagioni di Serie B. Vi ritorna nell'annata seguente allo scandalo del calcio scommesse, che ha catapultato in Serie B compagini nobili quali Milan e Lazio. La squadra bianconera centra l'impresa grazie ad una straordinaria regolarità, raccoglie 23 punti nell'andata e 25 nel girone di ritorno, piazzandosi con il Genoa a 48 punti alle spalle della favorita Milan, primo con 50 punti. La squadra romagnola ha approfittato del rallentamento della Lazio, altra grande favorita della vigilia, che ha ceduto proprio nelle battute finali del torneo, e della Sampdoria, che dopo un buon avvio è calata alla distanza.
La squadra di Osvaldo Bagnoli ha potuto contare sulla miglior difesa del campionato, che ha subito solo 26 reti, su due attaccanti super, quali Antonio Bordon e Oliviero Garlini arrivati entrambi in doppia cifra, e su un'altra ottima stagione del centrocampista Massimo Bonini in predicato di passare alla Juventus, al termine del torneo cadetto.
In Coppa Italia il Cesena disputa, prima del campionato, il quarto girone di qualificazione, che promuove la Fiorentina ai quarti di finale della manifestazione.

## Rosa
| N. |                   | Ruolo | Calciatore           |
| -- | ----------------- | ----- | -------------------- |
|    | Italia (bandiera) | D     | Daniele Arrigoni     |
|    | Italia (bandiera) | A     | Mauro Babbi          |
|    | Italia (bandiera) | C     | Franco Bergamaschi   |
|    | Italia (bandiera) | P     | Giancarlo Boldini    |
|    | Italia (bandiera) | C     | Massimo Bonini       |
|    | Italia (bandiera) | A     | Antonio Bordon       |
|    | Italia (bandiera) | A     | Ferdinando Bozzi     |
|    | Italia (bandiera) | C     | Silvio Budellacci    |
|    | Italia (bandiera) | D     | Giampiero Ceccarelli |
|    | Italia (bandiera) | D     | Daniele Conti        |
|    | Italia (bandiera) | C     | Luciano Fusini       |

| N. |                   | Ruolo | Calciatore            |
| -- | ----------------- | ----- | --------------------- |
|    | Italia (bandiera) | A     | Oliviero Garlini      |
|    | Italia (bandiera) | A     | Fabrizio Lucchi       |
|    | Italia (bandiera) | D     | Giovanni Mei          |
|    | Italia (bandiera) | C     | Mauro Mosconi         |
|    | Italia (bandiera) | D     | Giancarlo Oddi        |
|    | Italia (bandiera) | D     | Antonio Perego        |
|    | Italia (bandiera) | C     | Adriano Piraccini     |
|    | Italia (bandiera) | P     | Angelo Recchi         |
|    | Italia (bandiera) | A     | Giovanni Roccotelli   |
|    | Italia (bandiera) | P     | Sebastiano Rossi      |
|    | Italia (bandiera) | D     | Giovan Battista Tondi |

## Calciomercato
| Acquisti         | Acquisti              | Acquisti       | Acquisti      |
| R.               | Nome                  | da             | Modalità      |
| ---------------- | --------------------- | -------------- | ------------- |
| A                | Oliviero Garlini      | Fano           | definitivo    |
| A                | Ferdinando Bozzi      | Sambenedettese | definitivo    |
| D                | Antonio Perego        | Bologna        | definitivo    |
| C                | Franco Bergamaschi    | Verona         | definitivo    |
| D                | Giovanni Mei          | Atalanta       | definitivo    |
| A                | Giovanni Roccotelli   | Taranto        | definitivo    |
| C                | Fabrizio Lucchi       | Empoli         | definitivo    |
| A                | Daniele Arrigoni      | Udinese        | fine prestito |
| Altre operazioni |                       |                |               |
| R.               | Nome                  | da             | Modalità      |
| D                | Mauro Mosconi         | Teramo         | definitivo    |
| P                | Giancarlo Boldini     | Novara         | definitivo    |
| D                | Giovan Battista Tondi | Livorno        | definitivo    |
| C                | Luciano Fusini        | Bologna        | definitivo    |

| Cessioni         | Cessioni           | Cessioni       | Cessioni   |
| R.               | Nome               | a              | Modalità   |
| ---------------- | ------------------ | -------------- | ---------- |
| A                | Flaviano Zandoli   | Reggiana       | definitivo |
| D                | Mariano Riva       | Como           | definitivo |
| D                | Gabriele Morganti  | Catanzaro      | definitivo |
| A                | Graziano Gori      | Taranto        | definitivo |
| P                | Fabiano Speggiorin | Sambenedettese | definitivo |
| P                | Carlo De Bernardi  | Atalanta       | definitivo |
| Altre operazioni |                    |                |            |
| R.               | Nome               | a              | Modalità   |
| P                | Sergio Settini     | Arezzo         | definitivo |
| P                | Silvio Budelacci   | Francavilla    | definitivo |

## Risultati

### Campionato

#### Girone di andata
| Arbitro: | Lombardo (Marsala) |

|                         |           |               |
| Prestanti 34’ Silva 52’ | Marcatori | 60’ Piraccini |

| Cesena 21 settembre 1980 2ª giornata | Cesena                       | 0 – 0 referto | Sampdoria | Stadio La Fiorita\| Arbitro: \| Agnolin (Bassano del Grappa) \| |
| Arbitro:                             | Agnolin (Bassano del Grappa) |               |           |                                                                 |

| Arbitro: | Tonolini (Milano) |

|                |           |              |
| Cantarutti 34’ | Marcatori | 1’ A. Bordon |

| Arbitro: | Tani (Livorno) |

|            |           |            |
| Perego 49’ | Marcatori | 86’ Tusino |

| Vicenza 12 ottobre 1980 5ª giornata | Lanerossi Vicenza | 0 – 0 referto | Cesena | Stadio Romeo Menti\| Arbitro: \| Pirandola (Lecce) \| |
| Arbitro:                            | Pirandola (Lecce) |               |        |                                                       |

| Arbitro: | Longhi (Roma) |

|                                  |           |  |
| Roccotelli 2’ A. Bordon 40’, 85’ | Marcatori |  |

| Arbitro: | Terpin (Trieste) |

|                                    |           |               |
| Di Giovanni 10’ Doto 52’ Mauti 69’ | Marcatori | 81’ A. Bordon |

| Arbitro: | Paparesta (Bari) |

|                                |           |                                 |
| A. Bordon 54’, 78’ Garlini 85’ | Marcatori | 67’ Giani 90’ (rig.) D. Ferrari |

| Arbitro: | Parussini (Udine) |

|            |           |                          |
| Fabbri 45’ | Marcatori | 82’ Bonini 87’ Piraccini |

| Arbitro: | Lanese (Messina) |

|                          |           |  |
| Perego 55’ A. Bordon 81’ | Marcatori |  |

| Bari 23 novembre 1980 11ª giornata | Bari            | 0 – 0 referto | Cesena | Stadio della Vittoria\| Arbitro: \| Facchin (Udine) \| |
| Arbitro:                           | Facchin (Udine) |               |        |                                                        |

| Arbitro: | Esposito (Torre del Greco) |

|              |           |  |
| Labrocca 35’ | Marcatori |  |

| Arbitro: | Vitali (Bologna) |

|                  |           |                                        |
| Garlini 42’, 46’ | Marcatori | 53’ (rig.) Parlanti 81’ (rig.) Bilardi |

| Arbitro: | Angelelli (Terni) |

|              |           |             |
| Antonelli 9’ | Marcatori | 80’ Garlini |

| Arbitro: | Tani (Livorno) |

|                          |           |  |
| A. Bordon 10’ Lucchi 55’ | Marcatori |  |

| Arbitro: | Magni (Bergamo) |

|              |           |            |
| Tricella 73’ | Marcatori | 4’ Garlini |

| Arbitro: | Bergamo (Livorno) |

|                          |           |              |
| Garlini 8’ A. Bordon 55’ | Marcatori | 34’ Pochesci |

| Arbitro: | Pairetto (Torino) |

|                             |           |                    |
| Piraccini 2’ Roccotelli 12’ | Marcatori | 87’ (rig.) Tivelli |

| Bergamo 25 gennaio 1981 19ª giornata | Atalanta        | 0 – 0 referto | Cesena | Stadio Comunale\| Arbitro: \| Milan (Treviso) \| |
| Arbitro:                             | Milan (Treviso) |               |        |                                                  |

#### Girone di ritorno
| Arbitro: | Bianciardi (Siena) |

|                                    |           |  |
| Piraccini 15’ A. Bordon 64’ (rig.) | Marcatori |  |

| Genova 15 febbraio 1981 21ª giornata | Sampdoria       | 0 – 0 referto | Cesena | Stadio Luigi Ferraris\| Arbitro: \| Menegali (Roma) \| |
| Arbitro:                             | Menegali (Roma) |               |        |                                                        |

| Arbitro: | Altobelli (Roma) |

|            |           |                |
| Lucchi 20’ | Marcatori | 57’ A. Bertoni |

| Lecce 1º marzo 1981 23ª giornata | Lecce            | 0 – 0 referto | Cesena | Stadio Via del Mare\| Arbitro: \| Lanese (Messina) \| |
| Arbitro:                         | Lanese (Messina) |               |        |                                                       |

| Arbitro: | Angelelli (Terni) |

|                          |           |  |
| Perego 11’ A. Bordon 40’ | Marcatori |  |

| Arbitro: | Ballerini (La Spezia) |

|               |           |  |
| Gasperini 33’ | Marcatori |  |

| Arbitro: | Redini (Pisa) |

|              |           |  |
| A. Bordon 7’ | Marcatori |  |

| Arbitro: | Ciulli (Roma) |

|          |           |             |
| Grop 76’ | Marcatori | 33’ Garlini |

| Arbitro: | Falzier (Treviso) |

|                     |           |  |
| Falcetta 51’ (aut.) | Marcatori |  |

| Monza 12 aprile 1981 29ª giornata | Monza                | 0 – 0 referto | Cesena | Stadio Gino Alfonso Sada\| Arbitro: \| Barbaresco (Cormons) \| |
| Arbitro:                          | Barbaresco (Cormons) |               |        |                                                                |

| Arbitro: | Bergamo (Livorno) |

|                           |           |  |
| Roccotelli 33’ Perego 61’ | Marcatori |  |

| Arbitro: | Magni (Bergamo) |

|                       |           |  |
| Babbi 82’ Garlini 85’ | Marcatori |  |

| Arbitro: | Ballerini (La Spezia) |

|              |           |              |
| Saltutti 24’ | Marcatori | 11’ Arrigoni |

| Cesena 17 maggio 1981 33ª giornata | Cesena              | 0 – 0 referto | Milan | Stadio La Fiorita\| Arbitro: \| Menicucci (Firenze) \| |
| Arbitro:                           | Menicucci (Firenze) |               |       |                                                        |

| Arbitro: | D'Elia (Salerno) |

|           |           |  |
| Boito 79’ | Marcatori |  |

| Arbitro: | Paparesta (Bari) |

|                                 |           |              |
| A. Bordon 36’ (rig.) Perego 84’ | Marcatori | 6’ D'Ottavio |

| Arbitro: | Barbaresco (Cormons) |

|                          |           |  |
| Bigon 73’ Mei 78’ (aut.) | Marcatori |  |

| Arbitro: | Bergamo (Livorno) |

|                   |           |                                      |
| Bonini 35’ (aut.) | Marcatori | 21’ Garlini 33’ Piraccini 57’ Bonini |

| Arbitro: | Mattei (Macerata) |

|                        |           |  |
| Bonini 26’ Garlini 41’ | Marcatori |  |

### Coppa Italia

#### Quarto Girone
| Arbitro: | Paparesta (Bari) |

|                             |           |  |
| A. Bordon 60’ Piraccini 69’ | Marcatori |  |

| Arbitro: | Milan (Treviso) |

|                                  |           |                             |
| Garlini 21’ (rig.) Piraccini 35’ | Marcatori | 26’ (aut.) Oddi 66’ Mazzoni |

| Arbitro: | Agnolin (Bassano del Grappa) |

|                          |           |  |
| A. Scala 20’ Messina 52’ | Marcatori |  |

| Arbitro: | Lops (Torino) |

|                                                   |           |                 |
| Desolati 2’, 89’ Perego 44’ (aut.) D. Bertoni 45’ | Marcatori | 64’ Bergamaschi |

| 7 settembre 1980 5ª giornata |  | – Turno riposo Cesena |  |  |

## Statistiche

### Statistiche di squadra
| Competizione | Punti | In casa | In casa | In casa | In casa | In casa | In casa | In trasferta | In trasferta | In trasferta | In trasferta | In trasferta | In trasferta | Totale | Totale | Totale | Totale | Totale | Totale | DR  |
| Competizione | Punti | G       | V       | N       | P       | Gf      | Gs      | G            | V            | N            | P            | Gf           | Gs           | G      | V      | N      | P      | Gf     | Gs     | DR  |
| ------------ | ----- | ------- | ------- | ------- | ------- | ------- | ------- | ------------ | ------------ | ------------ | ------------ | ------------ | ------------ | ------ | ------ | ------ | ------ | ------ | ------ | --- |
| Serie B      | 48    | 19      | 14      | 5       | 0       | 32      | 9       | 19           | 2            | 11           | 6            | 12           | 17           | 38     | 16     | 16     | 6      | 44     | 26     | +18 |
| Coppa Italia | 3     | 2       | 1       | 1       | 0       | 4       | 2       | 2            | 0            | 0            | 2            | 1            | 6            | 4      | 1      | 1      | 2      | 5      | 8      | -3  |
| Totale       | 51    | 21      | 15      | 6       | 0       | 36      | 11      | 21           | 2            | 11           | 8            | 13           | 23           | 42     | 17     | 17     | 8      | 49     | 34     | +15 |

### Statistiche dei giocatori
| Giocatore      | Serie B  | Serie B | Serie B     | Serie B    | Coppa Italia | Coppa Italia | Coppa Italia | Coppa Italia | Totale   | Totale | Totale      | Totale     |
| Giocatore      | Presenze | Reti    | Ammonizioni | Espulsioni | Presenze     | Reti         | Ammonizioni  | Espulsioni   | Presenze | Reti   | Ammonizioni | Espulsioni |
| -------------- | -------- | ------- | ----------- | ---------- | ------------ | ------------ | ------------ | ------------ | -------- | ------ | ----------- | ---------- |
| D. Arrigoni    | 22       | 1       | ?           | ?          | 4            | 0            | ?            | ?            | 26       | 1      | ?           | ?          |
| M. Babbi       | 8        | 1       | ?           | ?          | 0            | 0            | 0            | 0            | 8        | 1      | 0+          | 0+         |
| F. Bergamaschi | 14       | 0       | ?           | ?          | 4            | 1            | ?            | ?            | 18       | 1      | ?           | ?          |
| G. Boldini     | 0        | 0       | 0           | 0          | 4            | -7           | ?            | ?            | 4        | -7     | 0+          | 0+         |
| M. Bonini      | 34       | 3       | ?           | ?          | 4            | 0            | ?            | ?            | 38       | 3      | ?           | ?          |
| A. Bordon      | 35       | 13      | ?           | ?          | 4            | 1            | ?            | ?            | 39       | 14     | ?           | ?          |
| F. Bozzi       | 28       | 0       | ?           | ?          | 2            | 0            | ?            | ?            | 30       | 0      | ?           | ?          |
| S. Budellacci  | 2        | 0       | ?           | ?          | 1            | 0            | ?            | ?            | 3        | 0      | ?           | ?          |
| G. Ceccarelli  | 36       | 0       | ?           | ?          | 4            | 0            | ?            | ?            | 40       | 0      | ?           | ?          |
| D. Conti       | 1        | 0       | ?           | ?          | 0            | 0            | 0            | 0            | 1        | 0      | 0+          | 0+         |
| L. Fusini      | 9        | 0       | ?           | ?          | 3            | 0            | ?            | ?            | 12       | 0      | ?           | ?          |
| O. Garlini     | 36       | 10      | ?           | ?          | 4            | 1            | ?            | ?            | 40       | 11     | ?           | ?          |
| F. Lucchi      | 29       | 2       | ?           | ?          | 1            | 0            | ?            | ?            | 30       | 2      | ?           | ?          |
| G. Mei         | 37       | 0       | ?           | ?          | 0            | 0            | 0            | 0            | 37       | 0      | 0+          | 0+         |
| M. Mosconi     | 1        | 0       | ?           | ?          | 0            | 0            | 0            | 0            | 1        | 0      | 0+          | 0+         |
| G. Oddi        | 38       | 0       | ?           | ?          | 4            | 0            | ?            | ?            | 42       | 0      | ?           | ?          |
| A. Perego      | 37       | 5       | ?           | ?          | 4            | 0            | ?            | ?            | 41       | 5      | ?           | ?          |
| A. Piraccini   | 38       | 5       | ?           | ?          | 4            | 2            | ?            | ?            | 42       | 7      | ?           | ?          |
| A. Recchi      | 38       | -26     | ?           | ?          | 0            | 0            | 0            | 0            | 38       | -26    | 0+          | 0+         |
| G. Roccotelli  | 34       | 3       | ?           | ?          | 4            | 0            | ?            | ?            | 38       | 3      | ?           | ?          |
| S. Rossi       | 0        | 0       | 0           | 0          | 1            | -1           | ?            | ?            | 1        | -1     | 0+          | 0+         |
| G. Tondi       | 1        | 0       | ?           | ?          | 0            | 0            | 0            | 0            | 1        | 0      | 0+          | 0+         |